# 张华康
张华康（1935年10月—2019年7月7日），安徽合肥人，中华人民共和国政治人物，江西省政协第八届、九届副主席，中国国民党革命委员会第八届中央委员会委员、第九届中央委员会常务委员，第八届、第九届全国委员会委员。